# HyperTransport
HyperTransport (HT), també conegut com a Lightning Data Transport (LDT) és una tecnologia de comunicacions bidireccional, que funciona tant en sèrie com en paral·lel, i que ofereix un gran amplada de banda en connexions punt a punt de baixa latència. Es va publicar el 2 d'abril de 2001. Aquesta tecnologia s'aplica en la comunicació entre xips d'un circuit integrat oferint un enllaç (o bus) avançat d'alta velocitat i alt acompliment; és una connexió universal que està dissenyada per a reduir el nombre de busos dintre d'un sistema, subministrant un enllaç d'alt rendiment a les aplicacions incorporades i facilitant sistemes de multiprocessament altament escalables.
El HyperTransport Consortium és qui està portant a terme el desenvolupament i promoció de la tecnologia HyperTransport. Aquesta tecnologia és àmpliament usada per les empreses AMD en processadors x86 i chipsets, PMC-Sierra, Broadcom i Raza Microelectronics en microprocessadors MIPS, NVIDIA, VIA Technologies i Silicon Integrated Systems en chipsets, HP, Sun Microsystems, IBM i Flextronics en servidors, Cray, Newisys, QLogic i XtremeData en sistemes informàtics d'alt rendiment i Cisco Systems en routers.